# Indomptables (série)
Pour les articles homonymes, voir Indomptables.
Indomptables (Cristo y Rey) est une série télévisée espagnole créée par Daniel Écija. Diffusée à partir du 15 janvier 2023 sur Atresplayer et du 8 novembre 2023 sur Antena 3, elle met en scène Jaime Lorente et Belén Cuesta dans les rôles principaux.

## Synopsis
Dans l'Espagne des années 1980, le Circo Ruso rencontre d'importantes difficultés. Inconsolable de la mort de son épouse, le dompteur Ángel Cristo s'éprend de l'actrice vedette Bárbara Rey, elle-même maîtresse du roi Juan Carlos Ier.

## Distribution
- Jaime Lorente : Ángel Cristo
- Belén Cuesta : Bárbara Rey
- Adriana Torrebejano : Chelo García-Cortés
- Cristóbal Suárez : le roi Juan Carlos Ier
- Artur Busquets : Francisco « Payasito » Ontiveros
- José Milán : Guillermo Blasco
- Salomé Jiménez : la reine Sophie
- Francis Lorenzo : Fernando Arias-Salgado
- Clara Alvarado : Rocío Dúrcal
- Jesús Castro : Paquirri

## Épisodes
1. La peau du dompteur (La piel del domador)
2. Ils ne m'aiment pas (No me quieren)
3. Personne ne quitte un roi (A un rey no se le deja)
4. Pour la vie (Para toda la vida)
5. Une lionne en cage (Una leona en la jaula)
6. Le pute du roi (La puta del rey)
7. Une soirée avec Bárbara (Una noche Bárbara)
8. La seule créature que je n'ai pas pu dompter (La única fiera que no pude domar)

## Production
Le tournage de la série commence en mai 2022.

## Récompenses
- Prix Iris 2024 de la meilleure actrice pour Belén Cuesta[2] ;
- Prix UA 2024 du meilleur acteur de télévision dans un second rôle pour Cristóbal Suárez[3].